# シー・ハルク:ザ・アトーニー
『シー・ハルク：ザ・アトーニー』（She-Hulk:Attorney at Law）は、マーベル・スタジオが製作するアメリカ合衆国のインターネットテレビドラマシリーズ。2022年8月18日にDisney+にて配信され、全9話構成。
ムーンナイト 、ミズ・マーベルに続き、サブスクサービスマーベル・アンリミテッドを使った関連アメコミが無料で読めるQRコードがドラマの映像中に隠されて書かれた。

## あらすじ
30代の独身、ジェニファー・ウォルターズは、弁護士として苦労三昧な生活を送っている。ある日、とある車の事故により、同乗の従兄弟のブルース・バナー/ハルクの血液にふれてしまい、シー・ハルクとなってしまう。そんな彼女の前に立ちはだかるのは、シー・ハルクの商標権を主張する、メアリー/ティターニア、釈放を要求するエミル/アボミネーション、ジェニファーのシー・ハルクとしての新たな弁護士とヒーローを両立した生活が始まるのだった。

## 登場人物・キャスト
ジェニファー・ウォルターズ / シー・ハルク
演 - タチアナ・マスラニー、日本語吹替 - 井上麻里奈
超人法を専門とするGLK&H事務所の弁護士で、ブルース・バナーの従姉妹。ある事故によりブルースの血液で誤って交差汚染された後、彼が変身したハルクに似たように、大きくて力強く緑がかった姿のシー・ハルクとなる。ブルースとトレーニングをすることで、ある程度能力を使いこなすことが出来るようになったが、本人にはスーパーヒーローとして活動するつもりがない。第四の壁を破ることができ、ドラマ視聴者へ頻繁に語りかけてくる。
ブルース・バナー / スマート・ハルク
演 - マーク・ラファロ、日本語吹替 - 宮内敦士
スーパーソルジャー計画の再現実験の失敗により、ガンマ線を大量に浴びてしまった。その影響で、緑色の大男ハルクに変身してしまう体質となった天才科学者で、アベンジャーズのメンバーであり、ジェニファーの従兄弟。スナップで負ってしまった怪我は完治しておらず、ハルクの制御ができなくなっていた。ジェニファーがシー・ハルクになった原因を突き止めたことで怪我は完治しており、ガンマ実験で彼とハルクの2つの側面のバランスを取ることに成功する。ハルクの制御が成功したあとは、ジェニファーをスーパーヒーローにさせるためにメキシコで彼女と訓練する。その後は、暫くの間宇宙へと旅立った。
エミル・ブロンスキー / アボミネーション
演 - ティム・ロス、日本語吹替 - 三木眞一郎
アメリカ軍が再開したスーパーソルジャー計画にて超人血清を過剰投与されたあと、ブルースの血液を取り込んだ事でハルクに似た姿に変身する能力を得た、ロシア生まれ、イギリス育ちの元第3コマンドー旅団の兵士であり、ジェニファーへの依頼人の一人で、変身した状態でも自我を保つことができた。ジェニファーやウォンの助けもあり、その後変身しない事を条件に仮釈放を受けた。彼は改心して「アボマステ」と呼ばれるウェルネスリトリートのオーナーになった。
その後も講演の場でアボミネーションとなっていたことが判明。仮釈放は取り消され刑務所に戻されたが、ミッドクレジットでウォンに刑務所から助け出され脱獄する。
メアリー・マクファーレン / タイタニア
演 - ジャミーラ・ジャミル、日本語吹替 - 加藤英美里
シー・ハルクに匹敵する恐ろしい怪力と強さを持っているソーシャルメディアのインフルエンサー。シー・ハルクという名前に執着しており、ジェニファーに対して嫉妬心を持っている。裁判の最中に襲撃するも、ジェニファーの返り討ちに遭い警備員に拘束された。その後、ジェニファーに対してシー・ハルクの商標権を巡って裁判をしたが敗訴してしまう。その後自身の化粧品の会社の展示会で自身がシー・ハルクである事を大々的に流そうと企んだ。ジェニファーが参加したパーティーでも襲撃したが、人前で恥を掻いてしまったため退散した。最終話でジェニファーとは和解した。
ウォン
演 - ベネディクト・ウォン、日本語吹替 - 田中美央
以前にマカオでブロンスキーと戦ったカマー・タージの書庫を管理・守護する至高の魔術師（ソーサラー・スプリーム）にして、スティーヴン・ストレンジ / ドクター・ストレンジの盟友。エミルの証人として出廷する。
最終回で刑務所に戻されたアボミネーションを救出・脱獄させた。
ニッキ・ラモス
演 - ジンジャー・ゴンザーガ、日本語吹替 - 原島梢
ジェニファーの親友。
マロリー・ブック
演 - レネイ・エリース・ゴールズベリイ、日本語吹替 - 斎藤恵理
ジェニファーのライバルである優秀な弁護士。
オーガスタス・“パグ”・パグリース
演 - ジョシュ・セガーラ 、日本語吹替 - 祐仙勇
ジェニファーやニッキと共に働くGLK&H事務所の法務チームのメンバー。
モリス・ウォルターズ
演 - マーク・リン・ベイカー 、日本語吹替 - 星野充昭
ジェニファーの父親。
エレイン・ウォルターズ
演 - テス・マリス・キンケイド、日本語吹替 - すずき紀子
ジェニファーの母親。
マット・マードック / デアデビル
演 - チャーリー・コックス、日本語吹替 - 内田夕夜
ニューヨークのヘルズ・キッチンで活動する盲目の弁護士にして、夜は法で裁けない悪を制裁するクライムファイターであるデアデビルとして活動している。Netflixのドラマ版と異なり、格段に身体能力が上がっており、駐車場の屋上からパルクールを使い、安全に降りていたが、殴り方や戦闘スタイルはNetflix版と変わっておらずMarvel公式もネトフリ版と同一人物であると認めた。ちなみにヘルメットが赤色から黄色となっているが、これはマットの父親であるジャック・マードックがリングに上がる時に着ていた衣装と同じ色になっている。
ジェニファーとは弁護士にしてヒーローという共通点があることから、あらゆる意味で相性がよい。彼の発言からソコヴィア協定が廃止されていることが判明している。
トッド・フェルプス / ハルクキング
演 - ジョン・バス、日本語吹替 - 若林佑
ジェニファーとオンラインでデートをしようと決めた潜在的な求婚者。7話では実はジェニファーの血液を狙う集団ハルクキングのリーダーである事が判明し、血液を入手するとジェニファーの前から姿を消した。
K.E.V.I.N.が用意したストーリーではジェニファーの血液を投与してハルクになる予定だったが、しっちゃかめっちゃかになったストーリーに納得できず第四の壁を乗り越えてディズニー本社に乗り込んだジェニファーによりハルク化することは無くなり、逮捕された。
マディスン・キング
演 - パティ・グッゲンハイム、日本語吹替 - 石田嘉代
後にウォンの友人となる。
ドニー・ブレイズ
演 - リス・コイロ、日本語吹替 - 浜田賢二
マスターズ・オブ・ミスティック・アーツに所属していた売れないマジシャン。
コーネリアス・P・ウィローズ
演 - レオン・ラマー、日本語吹替 - 鈴木琢磨
ドニーの相棒。
ルーク・ジェイコブソン
演 - グリフィン・マシューズ、日本語吹替 - 太田哲治
スーパーヒーローのユニフォーム制作を専門とするファッションデザイナーで、ジェニファーがシー・ハルクの姿に変身したり、移行したりするときに必要な新しいユニフォームを制作する。
ホールデン・ホリウェイ
演 - スティーヴ・コールター、日本語吹替 - 飛田展男
ジェニファーの上司。
デニス・ブコウスキー
演 - ドリュー・マシューズ、日本語吹替 - 森宮隆
ロサンゼルス郡地方検事局の弁護士。
いとこのチェド
演 - ニコラス・シリロ、日本語吹替 - 新田英人
ミーガン・ザ・スタリオン
演 - 本人
ダンサーにして歌手。3話の終盤でジェニファーの法律事務所に訪れた。
ルナ
演 - ペグ・オキーフ、日本語吹替 - 定岡小百合
ミーガンになりすまし、ブコウスキーを騙したニュー・アスガルドの形を変えるライト・エルフ。
レッカー
演 - ニック・ゴメス、日本語吹替 - 内野孝聡
ジェニファーのDNAを奪う目的で襲撃した4人組のチンピラ集団レッキング・クルーのリーダー。ニューアスガルドの建設業者からこっそりネコババした工具を武器にしている。
サンダーボール
演 - ジャスティン・イートン
レッキング・クルーのメンバー。その他のメンバーにもパイルドライバー、ブルドーザーが居る。
ユージーン・パティリオ / リープ・フロッグ
演 - ブランドン・スタンリー、日本語吹替 - 白石兼斗
不気味な蛙のアーマースーツに身を包んだ自称ヒーローの怪人。ジェイコブソンをアーマーの不備のせいで怪我をしたということで、訴訟を起こすも敗訴してしまったため彼を誘拐した。その後、アジトでジェニファーとマードックに手下を全員倒されたことで逃走を図るも、アジトの2階から飛び降りて負傷し逮捕された。
クレイグ・ホリス / ミスター・イモータル
演 - デイヴィッド・パスケシ
不死の能力を持つミュータント。
ムザファー・ランバート / サラセン
演 - テレンス・クロウ
吸血鬼。
アレハンドロ・モントーヤ / エル・アギラ
演 - ジョセフ・カスティーヨ＝ミディエット
自身の体から電気を生成する能力を持つ熟練した剣士。
アレキサンダー・ジェントリー / ポーキュパイン
演 - ジョーダン・アーロン・フォード
ヤマアラシの様な自作のアーマーを着たヴィランの武器デザイナー。
ウィリアム・トーレンス / マンブル
演 - ネイト・ハード
人間と牛のハイブリッド。
スカー
演 - ウィル・デスナー
ハルクの息子。
K.E.V.I.N.
声 - ブライアン・T・デラニー、日本語吹替 - 平林剛
マーベル・シネマティック・ユニバースのシナリオを統括しているAI。モデルはマーベル・スタジオの社長；ケヴィン・ファイギ。

## エピソード
| 通算 話数 | タイトル                                                                                     | 監督           | 脚本                                              | 公開日         |
| --------- | -------------------------------------------------------------------------------------------- | -------------- | ------------------------------------------------- | -------------- |
| 1         | "普通レベルの怒り" "A Normal Amount of Rage"                                                 | カット・コイロ | ジェシカ・ガオ                                    | 2022年8月18日  |
| 2         | "超人の訴訟" "Superhuman Law"                                                                | カット・コイロ | ジェシカ・ガオ                                    | 2022年8月25日  |
| 3         | "エミル・ブロンスキーの仮釈放" "The People vs. Emil Blonsky"                                 | カット・コイロ | フランチェスカ・ゲイレス ジャクリーヌ・J.ゲイレス | 2022年9月1日   |
| 4         | "本物のマジックとは?" "Is This Not Real Magic?"                                              | カット・コイロ | メリサ・ハンター                                  | 2022年9月8日   |
| 5         | "ノリノリ、緑、デニムの着こなしバッチリ" "Mean, Green, and Straight Poured into These Jeans" | アヌ・ヴァリア | ダナ・シュワルツ                                  | 2022年9月15日  |
| 6         | "ただのジェン" "Just Jen"                                                                    | アヌ・ヴァリア | カラ・ブラウン                                    | 2022年9月22日  |
| 7         | "リトリート" "The Retreat"                                                                   | アヌ・ヴァリア | ゼブ・ウェルズ                                    | 2022年9月29日  |
| 8         | "ケロケロ ジャンプ" "Ribbit and Rip It"                                                      | カット・コイロ | コーディー・ジグラー                              | 2022年10月6日  |
| 9         | "主人公は誰?" "Whose Show Is This?"                                                          | カット・コイロ | ジェシカ・ガオ                                    | 2022年10月13日 |

## リリース
当初は2022年8月17日から配信予定としていたが、同月4日に1日後ろ倒しの同月18日からの配信開始に変更となった。以降のエピソードについても毎週木曜日配信となる。

## 評価
俳優のサイモン・ペッグは『アベンジャーズ エンドゲーム』以来で最高のマーベル・シネマティック・ユニバース作品だと絶賛した。
本作はマーベル・シネマティック・ユニバース作品の中でも最も激しいレビュー爆撃の被害を受けた。

## 今後の展開
2019年11月、ファイギは、ドラマでシー・ハルクを紹介した後、キャラクターがマーベル・シネマティック・ユニバースの映画にクロスオーバーすると述べた。しかし、シーズン2に関しては計画はされておらず、計画が今後されるかも未定である。